# Waller (Schiff)
Die USS Waller (DD-466) war ein Zerstörer der United States Navy. Sie gehörte zur Fletcher-Klasse und war von 1942 bis 1969 im Dienst. USS Waller nahm am Zweiten Weltkrieg, am Koreakrieg und am Vietnamkrieg teil. 1970 wurde sie vor Rhode Island als Zielschiff versenkt.

## Namensgeber
Major General Littleton Waller (1856–1926) war Offizier des United States Marine Corps. Er diente im Spanisch-Amerikanischen Krieg, in der Karibik und in Asien. Es hieß, er habe an mehr Einsätzen teilgenommen als jeder andere Offizier des USMC dieser Zeit.

## Technik

### Rumpf und Antrieb
Der Rumpf der USS Waller war 114,7 m lang und 12,2 m breit. Der Tiefgang betrug 5,4 m, die Verdrängung 2.100 ts. Der Antrieb des Schiffs erfolgte durch zwei Dampfturbinen von General Electric, der Dampf wurde in vier Kesseln von Babcock & Wilcox erzeugt. Die Leistung betrug 60.000 Wellen-PS, die Höchstgeschwindigkeit lag bei 35 Knoten.

### Bewaffnung und Elektronik
Hauptbewaffnung der USS Waller waren bei Indienststellung ihre fünf 5-Zoll/127-mm-Mark-30-Einzeltürme. Dazu kamen diverse Flugabwehrkanonen, die im Laufe des Krieges immer weiter verstärkt wurde. 1948/49 wurde das Schiff dann zum U-Jagdzerstörer umgebaut und erhielt verstärkte Anti-U-Boot-Bewaffnung, unter anderem einen Mk.-108-U-Jagdraketenwerfer vor der Brücke.
Die USS Waller war mit Radar ausgerüstet. Am Mast über der Brücke waren ein SG- und ein SC-Radar montiert, mit denen Flugzeuge auf Entfernungen zwischen 15 und 30 Seemeilen und Schiffe in Entfernungen zwischen 10 und 22 Seemeilen geortet werden konnten.

## Geschichte
Die USS Waller wurde am 12. Februar 1942 bei Federal Shipbuilding and Drydock Company in Kearny, New Jersey auf Kiel gelegt. Sie lief am 15. August 1942 vom Stapel. Taufpatin war die Witwe des Namensgebers, Mrs. Littleton W. T. Waller. Der Zerstörer wurde am 1. Oktober 1942 unter dem Kommando von Lieutenant Commander Lawrence H. Frost in Dienst gestellt.

### 1942
Bis Herbst 1942 machte die USS Waller ihre Erprobungsfahrt und diente zeitweise als Geleitschutzfahrzeug für die Ausbildung von U-Booten des U-Boot-Stützpunktes New London, Connecticut. Im Spätherbst verließ der Zerstörer die Marinewerft in New York und verlegte durch den Panamakanal und Pearl Harbor ins pazifische Kampfgebiet.

### 1943
USS Waller erreichte Efate am 21. Januar 1943. Am 27. Februar verließ sie als Teil des Zerstörerschirms der Task Force 18 (TF 18) die Insel. TF 18 hatte die Aufgabe, einen Schiffsverband mit Nachschub und Verstärkungen für Guadalcanal zu treffen und zur Insel zu geleiten. Meldungen des Marinenachrichtendienstes, wonach die Japaner einen Verband mit großen Mengen an Nachschubgütern nach Guadalcanal brächten, erwiesen sich als falsch. Statt die Truppen zu verstärken, wurden die Schiffe zur Evakuierung der japanischen Soldaten eingesetzt.

#### Schlacht bei Rennell Island
Am 29. Januar befand sich TF 18 50 NM nördlich der Insel Rennell, als in der Abenddämmerung japanische Mitsubishi G4M Betty-Torpedobomber unbemerkt in niedriger Höhe von Osten her den Verband anflogen. Die Waller fuhr an der Steuerbordseite des Flaggschiffes Wichita sowie der Kreuzer Chicago und Louisville, als sie von der führenden Betty mit Bordwaffen beschossen wurde. Die Schiffe erwiderten das Feuer und konnten ein Flugzeug abschießen. Die Flugzeuge beleuchteten den Schiffsverband mit Leuchtkugeln und um 19:31 Uhr griff eine weitere Gruppe Betties die Schiffe an. Der Angriff konzentrierte sich auf die Schweren Kreuzer. Ein Flugzeug konnte abgeschossen werden. Um 19:45 Uhr erhielt die Chicago einen Torpedotreffer im Vorschiff. Durch den Treffer fielen drei ihrer vier Antriebswellen aus. Durch einen zweiten Torpedotreffer liefen Kesselraum #3 und der vordere Maschinenraum voll Wasser. Die Chicago blieb antriebslos liegen.

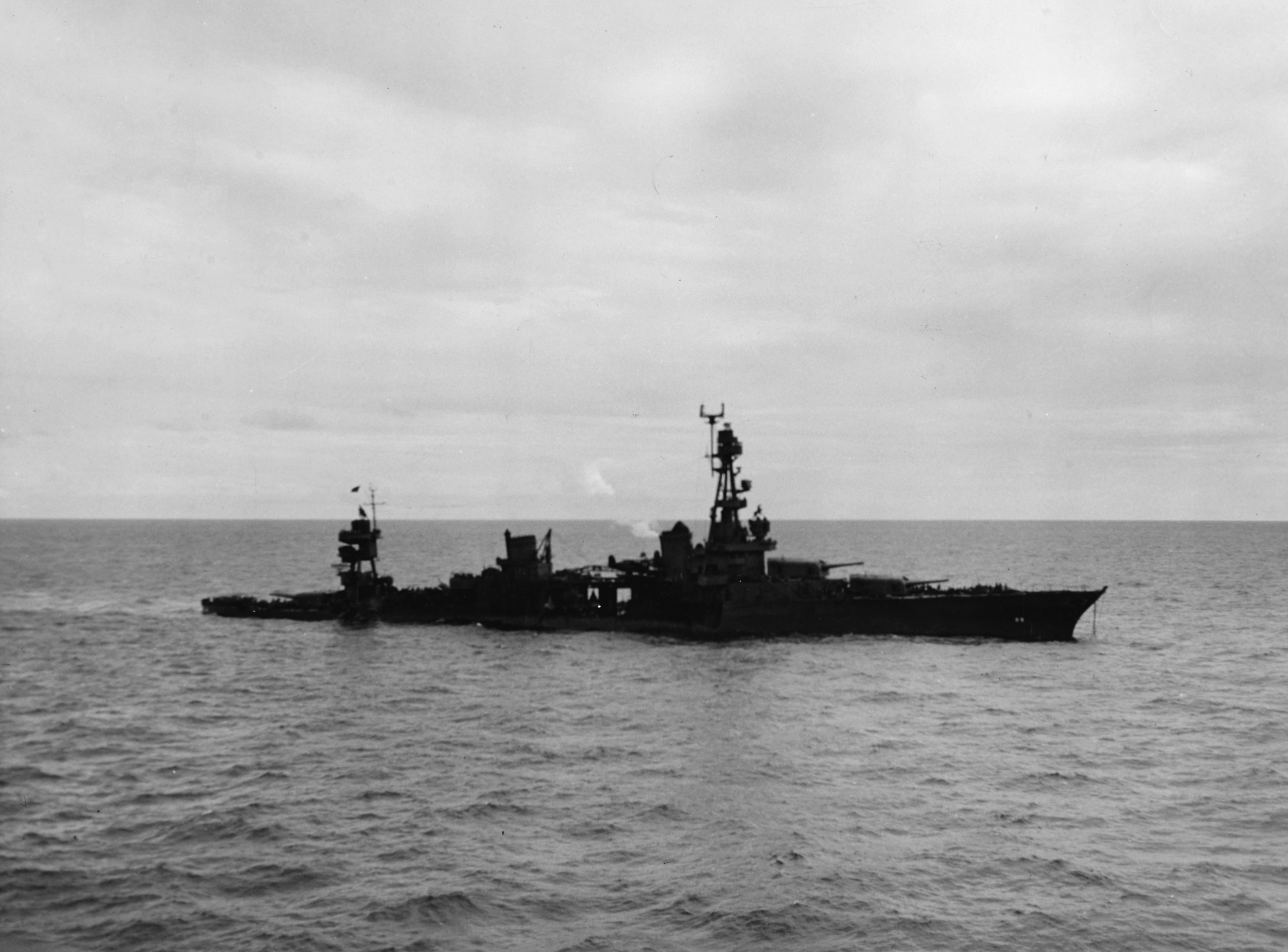
Die Chicago liegt nach der Schlacht tief im Wasser

Nach Ende des Angriffes nahm die Louisville den angeschlagenen Kreuzer in Schlepp und am frühen Morgen des 30. Januar 1943 war der Verband mit einer Geschwindigkeit von 4 Kn auf dem Weg nach Espiritu Santo. Kurz nachdem die Louisville die Schlepptrosse an den Schlepper Navajo übergeben hatte, wurden zwölf „Betties“ südlich New Georgia mit Kurs auf Rennell gemeldet. Die F4F Wildcats der Combat Air Patrol vom Flugzeugträger Enterprise (CV-6) schossen drei Bomber ab. Die restlichen neun Betties setzten ihren Angriff auf die Chicago fort. Sieben Angreifer konnten von der Flugabwehr der Schiffe und den erneut eingreifenden Jagdflugzeugen abgeschossen werden. Die Waller beanspruchte einen Abschuss und zwei Beschädigungen.
Die Chicago erhielt zwei weitere Torpedotreffer und wurde kurze Zeit später von der Besatzung verlassen. Um 16:44 Uhr sank sie über das Heck. Navajo, Sands, Edwards und Waller retteten 1049 Überlebende. Während des Angriffes wurde auch die La Vallette beschädigt und verließ im Schlepp der Navajo das Gebiet. Auf dem Rückweg nach Espiritu Santo fasste die Waller ein U-Boot auf, verlor aber wieder den Kontakt.
Die Schlacht bei Rennell Island verzögerte den geordneten Rückzug der japanischen Truppen von Guadalcanal und erlaubte es, die amerikanischen Truppen zu verstärken und die letzte Phase der Schlacht um Guadalcanal einzuleiten.

#### Schlacht in der Blackett-Strait, März 1943
Anfang März 1943 setzte der Kommandeur der Zerstörerdivision 43 (ComDesDiv 43), Commander Arleigh Burke seinen Divisionsstander auf der Waller. Am 5. März führte sie Conway, Montpelier, Cleveland, Denver und Cony beim Angriff auf japanische Flugplätze bei Vila an der Südküste von New Georgia. Mit der Aufgabe betraut, die schweren Einheiten zu schützen, sollten die Zerstörer feindliche Küstenbatterien bekämpfen.
Kurz nach Mitternacht des 5. März entdeckte die USS Waller bei der Einfahrt in den Kula-Golf durch Radar die japanischen Zerstörer Murasame und Minegumo am östlichen Eingang der Straße von Blackett. Ohne vorher von den feindlichen Zerstörern bemerkt zu werden, eröffnete USS Waller gegen 01:00 Uhr aus dreieinhalb Seemeilen Entfernung das Gefecht mit einem Torpedofächer aus fünf Rohren. Eine Minute später eröffneten die 5"-Geschütze das Feuer.
Die überraschten japanischen Zerstörer antworteten mit ungenauem Feuer. Nach sechs Minuten explodierte die Murasame durch Torpedo- und Artillerietreffer der USS Waller und der anderen amerikanischen Zerstörer.
Die Minegumo wurde anschließend kampf- und manövrierunfähig geschossen. Die amerikanischen Schiffe drehten um 01:14 Uhr nach Westen ab, um den Beschuss von Vila durchzuführen, und ließen die Minegumo zurück. TF 68 beschoss die Flugplätze 16 Minuten lang. Anschließend erhielt USS Waller den Befehl, die Minegumo zu versenken, die allerdings bereits vor Ankunft des Zerstörers versank.
Den Angriff auf Vila und die Schlacht in der Straße von Blackett nannte Admiral Chester W. Nimitz in der ihm eigenen Untertreibung eine bemerkenswerte Leistung. Nimitz erwähnte die beispielhafte Art, mit der die TF 68 zwei feindliche Schiffe trotz ihrer Nähe zum Land mit Radar erfasste, sie in „sachlicher Weise“ versenkte und anschließend die geplante Beschießung nahezu im geplanten Zeitrahmen durchführte. „Die Operation wies die Präzision einer gut geprobten Übung durch kampferprobte Schiffe, die sie nicht waren, auf.“

#### Juni – Oktober 1943
Während der Nacht vom 29. auf den 30. Juni 1943 beschoss die USS Waller zusammen mit drei anderen Zerstörern die Vila-Stanmore-Plantage auf Kolombangara und die Shortland-Inseln. Aufgrund der vorherrschenden Wetterbedingungen konnte die Wirkung des Einsatzes nicht beobachtet werden.
Nach der Schlacht im Kula-Golf deckte die Waller am 6. Juli 1943 die Rettung von Überlebenden des in der Schlacht gesunkenen Kreuzers Helena durch die Zerstörer Woodworth und Gwin. Die Waller ortete mit dem Radar ein U-Boot und lief auf die Position zu. Nach einer dreistündigen Suche konnte der Kontakt eingegrenzt werden und der Zerstörer warf Wasserbomben. Obwohl kein sichtbarer Beweis der Vernichtung des U-Bootes gefunden werden konnte, wurde die Versenkung anerkannt.
Den restlichen Juli eskortierte USS Waller Truppen- und Nachschubtransporte. Während der Fahrt der aus vier Zerstörern und vier Schnellen Transportschiffen (APD) bestehenden Task Group 31.2 nach Enogai Inlet auf New Georgia wurden von einem Flugzeug vier feindliche Schiffe in der Nähe von Kolombangara gemeldet. USS Waller scherte aus dem Verband aus, um die feindlichen Schiffe abzufangen und sichtete drei Fahrzeuge, die dicht unter der Küste fuhren. Nicht wissend, dass es sich bei den vermeintlichen Feinden um die amerikanischen PT-Boote USS PT-157, USS PT-159, und USS PT-160 handelte, die sich versehentlich nördlich ihres zugewiesenen Einsatzgebietes befanden, eröffnete der Zerstörer aus 20.000 yards Entfernung das Feuer. USS Waller erzielte keinen Treffer. Die PT-Boote, die sich jetzt in einer ungünstigen Lage befanden, schossen Torpedos auf den angreifenden „Feind“ und liefen südwärts ab. Die Zerstörer verfolgten die fliehenden Boote nicht, sondern kehrten wieder zum Verband zurück. Im späteren Gefechtsbericht schrieb der Kommandant der USS Waller, dass es sich inzwischen herausgestellt habe, dass die Schiffe wahrscheinlich eigene PT-Boote waren.
Während der Landungen auf Vella Lavella wurden am 15. August um 08:00 Uhr zehn japanische Aichi D3A Val-Sturzkampfflugzeuge durch Radar geortet. Der Zerstörer bekämpfte die Flugzeuge und beanspruchte den Abschuss von zwei Maschinen. Im weiteren Verlauf des Tages entdeckte sie acht Torpedobomber in niedriger Höhe. Trotz Einsatzes der 5"-Geschütze wurde keine der anfliegenden Nakajima B5N Kate abgeschossen. Am Abend des 17. August kollidierten USS Waller und USS Philip bei Ausweichmanövern während eines Luftangriffs. USS Waller verließ das Kampfgebiet, um die notwendigen Reparaturen durchzuführen. Im Oktober kehrte sie wieder zurück.
In der Nacht vom 1. auf den 2. Oktober befand sich die USS Waller in den Gewässern vor Vella Lavella um die Evakuierung japanischer Truppen von der Insel zu unterbinden. In dieser Nacht versenkte sie sechs Fährprahme und weitere vier in der darauffolgenden. Anschließend wurde USS Waller im Geleitdienst eingesetzt. Beim Vormarsch auf Bougainville eskortierte einen Konvoi. Der Verband, bestehend aus sechs Zerstörern, acht Schnellen Transportern, einem Hochseeschlepper und acht LST, querte die Kaiserin-Augusta-Bucht, als sie von zehn japanischen Torpedobombern angegriffen wurden. Der Verband konnte zwei Betties abschießen. Der Schnelle Transporter USS McKean, ein Schiff der Wickes-Klasse, wurde durch einen Torpedotreffer versenkt. USS Waller rettete acht abgeschossene Japaner.

### 1944
Zusammen mit ihren Schwesterschiffen beschoss USS Waller am 1. Februar 1944 feindliche Stellungen auf Buka sowie in der Umgebung der Bucht von Choiseul und am 13. Februar eine japanische Radar-Stellung am Kap St. George auf Buka sowie die Flugplätze Borpop und Namatanai.
USS Waller kehrte nach Pearl Harbor zurück und lief im Juni wieder aus. Sie eskortierte TG 51.18 über Kwajalein nach Saipan. Aufgabe der TG 51.18 war, die Besetzung der Marianen zu unterstützen und, je nach Situation, Landungen auf Saipan, Guam oder Tinian durchzuführen.
Schließlich wurde Saipan als Ziel festgesetzt und die Waller begann, japanische Stellungen auf der Insel zu bekämpfen. Am Abend des 18. Juni erhielt sie den Befehl, zusammen mit der Pringle an zwei Landungsabschnitten die US Marines bei der Abwehr eines feindlichen Panzerangriffes zu unterstützen.
Am 21. Juli begann die Schlacht um Guam und USS Waller deckte die anlandenden Truppen. Anschließend wurde sie zur Feuerunterstützung während der Landung auf Tinian eingesetzt. USS Waller nahm nach diesen Einsätzen Kurs auf die Westküste der Vereinigten Staaten, wo sie bis Herbst 1944 überholt wurde.
Ab 27. November gehörten die Zerstörer der DesDiv 43 zur 7. Flotte, die die Landungen auf den Philippinen durchführte. Kurz nach Mittag kam es zu einem Kamikazeangriff auf den Verband. USS Waller schoss eines der 15 angreifenden Flugzeuge ab und war am Abschuss eines weiteren beteiligt.
Zur Vorbereitung der Landung in der Ormoc Bay befanden sich die Zerstörer der DesDiv 43 auf dem Weg in den Golf von Leyte, als sie in der Camotes-See der Befehl erreichte, nach einem in diesem Gebiet vermuteten U-Boot zu suchen. Am 28. November wurde das an der Oberfläche fahrende japanische U-Boot I-46 vor Pilar Point, Ponson Island gesichtet. Die Waller versenkte gemeinsam mit ihren Schwesterschiffen Renshaw, Saufley und Pringle das U-Boot durch Artilleriefeuer.
USS Waller blieb im Gebiet des Golf von Leyte bis zum 2. Dezember. In der Nacht vom 29. auf den 30. November sollte sie einen gemeldeten, aus 10 Schiffen bestehenden, japanischen Konvoi abfangen. Statt des Konvois traf sie auf sechs Fährprahme, die sie mit ihrer Artillerie versenkte. Mitte Dezember nahm USS Waller an der Landung auf Mindoro teil. Sie gehörte zu einem aus Schlachtschiffen, Geleitflugzeugträgern, Kreuzern und Zerstörern bestehenden Verband, dessen Aufgabe die Deckung der landenden Truppen war. Am 15. Dezember erfolgte ein Kamikazeangriff auf den Verband. USS Waller konnte erneut einen Angreifer abschießen und einen weiteren beschädigen. Eine zweimotorige Betty stürzte sich auf den Zerstörer, wurde aber von der Flugabwehr des Schiffes abgeschossen.

### 1945
Anfang Januar 1945 verlegte USS Waller in den Golf von Lingayén als die amerikanischen Truppen dort landeten. Während der Landung konnte sie Treffer auf zwei Shin’yō-Sprengbooten erzielen und verschoss circa 3.000 Schuss unterschiedlicher Kaliber auf Luft- und Landziele. Obwohl sie kein Flugzeug abschießen konnte, beschädigte sie jedoch zahlreiche Maschinen während der schweren Kamikazeangriffe.
USS Waller war im Februar und März im Geleitdienst und schützte alliierte Truppentransporter und Handelsschiffe. Bei den amerikanischen Landungen auf Basilan stand sie als Flaggschiff der Task Group vor der Küste und unterstützte die Landungen auf Tawi-Tawi und Jolo im Sulu-Archipel während des Aprils.
Während des alliierten Vorstoßes Richtung Borneo eskortierte die USS Waller Geleitzüge nach Tarakan, in die Brunei Bucht sowie nach Balikpapan und schützte Minensuchoperationen vor Miri. Ab Anfang August gehörte sie zur 3. Flotte, die für die Operation Downfall, der geplanten Invasion Japans, bereitstand. USS Waller eskortierte einen Geleitzug nach Honshū, als sie die Nachricht von der japanischen Kapitulation erfuhr.
Am 19. September 1945 lief USS Waller als eines der ersten amerikanischen Kriegsschiffe in Shanghai ein. Zwei Wochen später half eine 21 Mann starke Truppe des Zerstörers den örtlichen Behörden bei der Entwaffnung von geschätzt 2700 Japanern auf Tinghai. Auf der Rückfahrt nach Shanghai lief sie auf eine Ankertaumine. Drei Offiziere und 22 Mann wurden verletzt und das Schiff so stark beschädigt, dass USS Waller in Shanghai zur Reparatur eingedockt werden musste. Nach Abschluss der Reparaturen überwachte sie Minensucheinsätze und versorgte die Minensucher, die ungefähr 60 Minen räumten, mit Proviant und Wasser. Zusätzlich brachte sie Jangtse-Lotsen zu den einlaufenden Schiffen und beobachtete den Schiffsverkehr. Sie verließ die chinesischen Gewässer am 12. Dezember und erreichte am 30. Dezember San Diego.

### Nachkriegszeit
USS Waller wurde kurze Zeit später außer Dienst gestellt und gehörte bis zum Ausbruch des Koreakrieges zur Reserveflotte in Charleston, South Carolina. Als einer der Fletcher-Zerstörer, die für den Umbau zum Geleitzerstörer (DDE) vorgesehen waren, wurde die USS Waller am 26. März 1949 zu DDE-466 umklassifiziert. Der Umbau beinhaltete unter anderem die Reduzierung der Artillerie und die Verstärkung der U-Jagd-Kapazitäten. Am 5. Juli 1950 wurde USS Waller wieder in Dienst gestellt und nach der Erprobungsfahrt dem Escort Destroyer Squadron (CortDesRon) 2 am 28. Januar 1951 als Flaggschiff zugeteilt.

### Koreakrieg
Am 14. Mai lief USS Waller nach Korea und gehörte zur Task Force 58, die sich auf dem Weg nach Wŏnsan befand. Während des zehn Tage dauernden Einsatzes verschoss der Zerstörer ungefähr 1700 5"-Granaten auf nordkoreanische Ziele. Während des Sommers wurde die USS Waller als Geleitschutz bei Übungen der 7. Flotte vor Okinawa eingesetzt. Im Oktober kehrte sie für zwei Wochen zur Seeblockade zurück und lief anschließend in die Vereinigten Staaten zurück.

### 1951–1968
Von 1951 bis 1956 nahm USS Waller an verschiedenen U-Jagd-Übungen vor der Ostküste der USA teil und wurde jeweils zweimal ins Mittelmeer sowie in die Karibik verlegt. Ende 1956 wurde sie auf der Norfolk Naval Shipyard erneut umgebaut und erhielt umfangreiche Veränderungen in ihrer U-Jagd-Bewaffnung. Nach einem Aufenthalt im Mittelmeer 1957 wurde sie dem DesRon 28 als Einheit der ASW-Task Force Alpha zugewiesen.
Am 30. Juni 1962 wurde sie erneut umklassifiziert und erhielt die alte Kennung DD-466 zurück. Ab 1. Juli 1964 gehörte USS Waller zum DesRon 36 und machte während der nächsten vier Jahre mehrere Fahrten ins Mittelmeer.

### Vietnamkrieg
Am 6. September 1968 verließ der Zerstörer mit der Destroyer Division (DesDiv) 362 Norfolk, Virginia und nahm Kurs auf vietnamesische Gewässer, die sie im Oktober erreichte. Sie übernahm Patrouillendienste auf der Yankee Station im Golf von Tonkin vor Qui Nhon, Südvietnam und beschoss Stellungen der Vietcong vor Phan Thiet. Auf der Yankee Station eskortierte sie die Flugzeugträger Intrepid und Ranger. Am 2. März 1969 nahm sie Kurs auf die Vereinigten Staaten.

### Verbleib
Nach einem kurzen Einsatz als Ausbildungsschiff für die United States Navy Reserve an der Ostküste wurde die USS Waller am 15. Juli 1969 außer Dienst gestellt und aus der Flottenliste gestrichen. Am 17. Juni 1970 wurde sie als Zielschiff vor Rhode Island versenkt.

## Auszeichnungen
USS Waller wurde mit zwölf Battle Stars während des Zweiten Weltkrieges und mit jeweils zwei Battle Stars für ihre Einsätze im Korea- und im Vietnamkrieg ausgezeichnet.